# Plainview (Nebraska)
Plainview es una ciudad ubicada en el condado de Pierce en el estado estadounidense de Nebraska. En el Censo de 2010 tenía una población de 1246 habitantes y una densidad poblacional de 444,62 personas por km².

## Geografía
Plainview se encuentra ubicada en las coordenadas 42°21′12″N 97°47′14″O / 42.35333, -97.78722. Según la Oficina del Censo de los Estados Unidos, Plainview tiene una superficie total de 2.8 km², de la cual 2.8 km² corresponden a tierra firme y (0%) 0 km² es agua.

## Demografía
Según el censo de 2010, había 1246 personas residiendo en Plainview. La densidad de población era de 444,62 hab./km². De los 1246 habitantes, Plainview estaba compuesto por el 98.15% blancos, el 0.32% eran afroamericanos, el 0.16% eran amerindios, el 0.16% eran asiáticos, el 0% eran isleños del Pacífico, el 0.64% eran de otras razas y el 0.56% pertenecían a dos o más razas. Del total de la población el 1.28% eran hispanos o latinos de cualquier raza.